# Schyan
La région environnante de la rivière Schyan porte également le nom Schyan (prononcée chou-a-in) de l'algonquin Cawan (Cha-ou-in).
Elle est située entre la rivière Dumoine à l'ouest et la rivière Coulonge à l'est. Elle s'étend à 50 km à l'ouest de Fort-Coulonge, Pontiac, Québec, Canada. Plusieurs camps forestiers situés sur ce territoire ont également été ainsi nommés Camp Schyan.

## Histoire
L'origine du nom est inconnue mais pourrait provenir d'une déformation anglaise ou française du mot algonquin cawan ou shàwanong, signifiant Sud ou direction du soleil.
Le dernier camp, situé au sud du lac Doyon et en bordure de la rivière 46° 09′ 46,66″ N, 77° 15′ 40,09″ O, était opéré par la compagnie Consolated Bathurst  et a fermé au cours des années 1990.
Il reste très peu de trace des autres sites:
- emplacement situé un peu à l'ouest du précédent sur la route menant à la Pointe-Schyan (46° 09′ 35,98″ N, 77° 18′ 53,45″ O);
- emplacement situé au sud du lac Schyan 46° 13′ 06,72″ N, 77° 07′ 00,6″ O;
- emplacement situé au sud du lac Cahill 46° 11′ 27,42″ N, 77° 00′ 24,63″ O, des champs y sont toujours visibles malgré le reboisement effectué au cours des années 1990.